# Isawa Taka
Isawa Taka (jap. 石和 鷹, eigentl.: 水城 顕, Mizuki Ken; * 6. November 1933; † 22. April 1997) war ein japanischer Schriftsteller. 
Isawa wurde als Romanautor bekannt. Er bekam 1989 den Izumi-Kyōka-Literaturpreis für Nowaki sakaba und 1997 den Itō-Sei-Literaturpreis für seinen letzten Roman Jigoku wa ittei sumikazokashi (Die Hölle ist mein eigenes Heim). Er starb im gleichen Jahr an Kehlkopfkrebs.
In deutscher Übersetzung erschien Isawas Erzählung Das Restaurant Applaus (Resutoran kassai-tei) in der von Hannelore Eisenhofer-Halim und Peter Pörtner herausgegebenen Anthologie Verführerischer Adlerfarn (1999). Sie handelt von dem Schicksal zweier Boxer, die durch den Sport gesundheitliche Schäden davontragen.